# Nueva Andalucía (Almería)
Nueva Andalucía es un barrio de la ciudad española de Almería (Andalucía). Está delimitado por la carretera de Ronda, la avenida de Monserrat y las calle Perú y Manuel Azaña por el norte. Surgido durante la década de los ochenta como consecuencia de la gran expansión de la ciudad, ha dejado de ser un barrio periférico de la misma para ser considerado como el nuevo centro[cita requerida].

## Historia
En el siglo XIX, comenzó a poblarse de cortijos y huertas en la carrera de Monsterrat. Los primeros edificios de la zona que aún siguen en pie se empezaron a erigir a finales de los 60, en un área inicialmente denominada como Polígono Azcona. A partir de finales de los 80 y principios de los 90 comienzan a crearse dotaciones que le dan al barrio más importancia y nototiedad, como el Centro de Servicios Sociales en 1991, el Pabellón Rafael Florido en 1981 —primer pabellón cubierto de la ciudad— o el Parque de San Isidro entre 1988 y 1991, que ocupa más de 6.000 metros cuadrados.

## Lugares de interés

### Monumentos
- Iglesia de Monserrat: En el siglo XIX existía una ermita que era objeto de culto y romerías para los vecinos de la ciudad. Durante la guerra civil fue destruida. En los años 80 se construyó una nueva con cierto parecido a templos orientales. Popularmente, se conoce como «La pagoda».[2]
- Parque del Diezmo: Construido en 1993 entre la Avenida del Mediterráneo y el Hipermercado de Carrefour, alberga en el subsuelo unos aparcamientos que fueron resueltos con la construcción de un parque terraza que los integró. En la parte de la avenida se creó una zona de bosque antes de dar paso a la terraza, asimismo existe una fuente escalonada que recorre parte del mismo.[3]

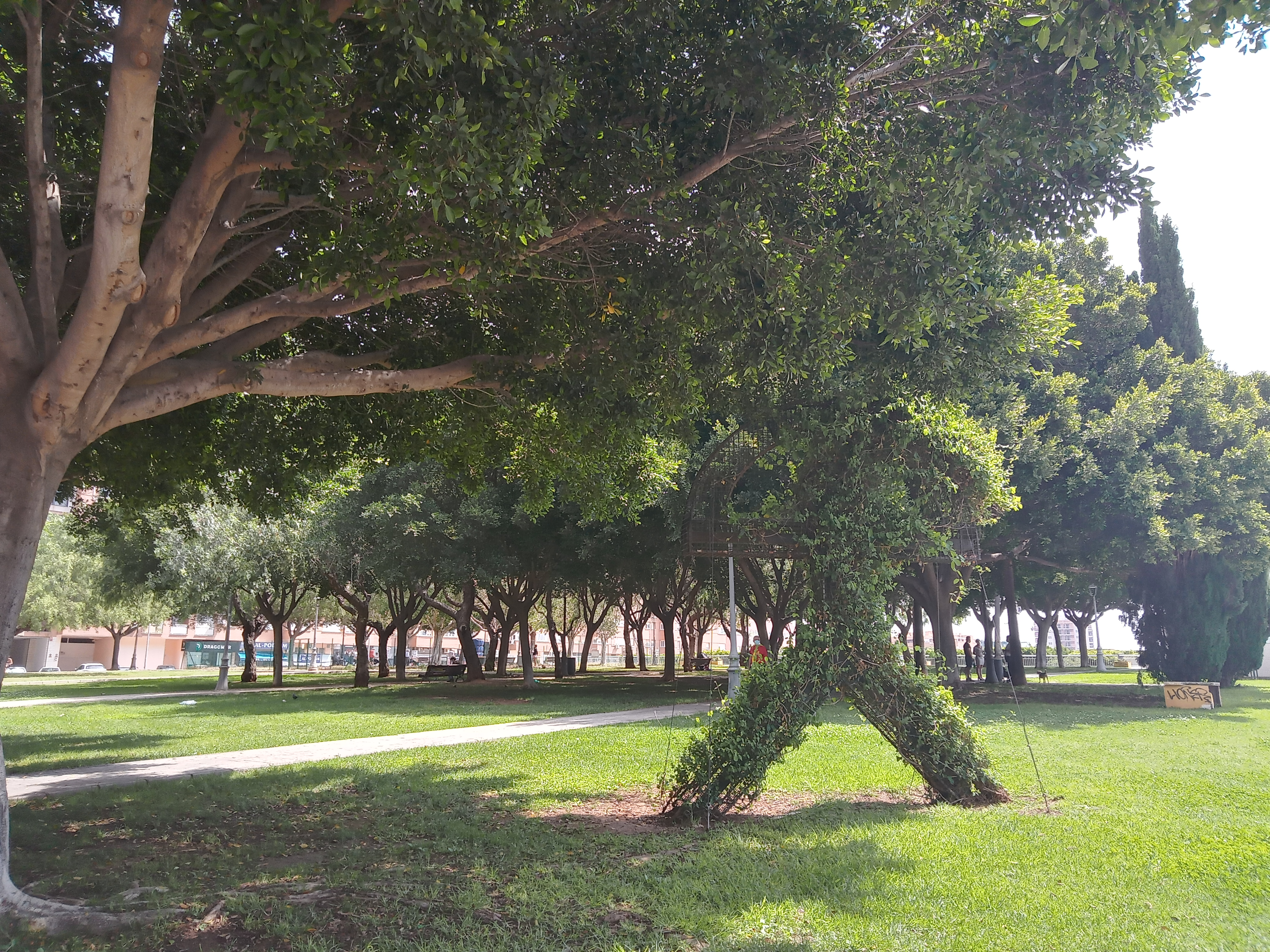
Parque del Diezmo

### Instalaciones y servicios
En el barrio se encuentran algunos de los servicios principales de la ciudad, tales como la comisaría de la Policía Nacional, la Ciudad de la Justicia o el Conservatorio de Música. Además dispone de un centro de salud y varios colegios e institutos.

### Calles principales
Calle Padre Méndez
Calle Santiago
Calle Blas Infante
Calle Calzada de Castro
Avenida del Mediterráneo

### Instalaciones deportivas
- Complejo Deportivo Rafael Florido
- Frontón Andarax: inaugurado en 1987 y con capacidad para 450 espectadores,[4] en él se disputan los partidos como local del Club de Pelota Almería del Campeonato de España de 1.ª categoría, además de partidos del Campeonato de Andalucía. Fue sede de la II Copa del Mundo de Frontón en 1999.[5]

### Centro Comercial Abierto
Recientemente, fue otorgada por la Junta de Andalucía la distinción como Centro Comercial Abierto al área comercial del barrio, gestionada por la Asociación de Comerciantes y Empresarios de Nueva Andalucía (CENA). Nueva Andalucía es un importante núcleo comercial de la ciudad de Almería, disponiendo de todo tipo de comercios y establecimientos.

### Noche en Blanco
Desde el año 2018, el Ayuntamiento desarrolla la Noche en Blanco en el barrio, concretamente en la calle Calzada de Castro, donde se realizan conciertos, mercados de artesanía, cuentacuentos y otra serie de actividades para fomentar el comercio.

## Transporte urbano
El barrio está comunicado mediante el transporte urbano con el centro y otros puntos de la ciudad. Por él discurren las líneas 2 que comunican el Hospital Torrecardenas y el centro.
|                                                                                      | Surbus Ir a la base de datos            | Surbus Ir a la base de datos | Surbus Ir a la base de datos | Surbus Ir a la base de datos | Surbus Ir a la base de datos |
| Línea                                                                                | Trayecto                                | Horario 1 Laborables         | Horario 2 Sábados            | Horario 3 Festivos           | Frecuencia 1/2/3             |
| ------------------------------------------------------------------------------------ | --------------------------------------- | ---------------------------- | ---------------------------- | ---------------------------- | ---------------------------- |
|                                                                                      | Centro-Torrecárdenas                    | 6:35 a 22:40                 | 6:35 a 22:45                 | 6:35 a 22:45                 | 15´/25´/ 30´                 |
|                                                                                      | Torrecárdenas-La Goleta-Universidad     | 7:30 a 16:04                 | (sin servicio)               | (sin servicio)               | 1h 10 min                    |
|                                                                                      | Rambla-Villablanca-CC Torrecárdenas     | 6:50 a 22:40                 | 6:50 a 22:40                 | 7:05 a 22:20                 | 15´/15´/ 25´                 |
|                                                                                      | El Puche-Pescadería                     | 7:10 a 22:20                 | 7:00 a 22:00                 | 7:40 a 22:00                 | 20´/35´/ 35´                 |
|                                                                                      | Los Molinos-CC Torrecárdenas            | 7:00 a 22:25                 | 7:00 a 22:25                 | (sin servicio)               | 60´/60´/ SS                  |
|                                                                                      | Zapillo-Universidad-Nueva Almería       | 7:05 a 22:40                 | 7:15 a 22:20                 | 7:50 a 21:35                 | 20´/30´/ 30´                 |
|                                                                                      | Nueva Andalucía-Universidad-Zapillo     | 6:25 a 22:10                 | 6:35 a 22:30                 | 6:35 a 22:45                 | 20´/30´/ 30´                 |
|                                                                                      | Gregorio Marañón "La Salle"-Universidad | 7:20 a 21:20                 | (sin servicio)               | (sin servicio)               | 30'/SS/SS                    |
|                                                                                      | Centro-Hospital de El Toyo              | 6:25 a 22:10                 | 6:35 a 22:30                 | 6:35 a 22:45                 | 50´/90´/ 90´                 |
|                                                                                      | Almería-Aeropuerto-Retamar              | 6:25 a 22:10                 | 6:35 a 22:30                 | 7:00 a 15:10                 | 30´ó 45´/25´ó 45´/ 90´ó 105´ |
|                                                                                      | Retamar directo                         | 6:25 a 15:30                 | (sin servicio)               | (sin servicio)               | 1h 20m´/SS/ SS               |
| - La frecuencia y el horario se refire a: Laborables / Sábados / Domingos y festivos |                                         |                              |                              |                              |                              |

## Deportes
En 2004 se fundó el equipo de fútbol-sala el Kiosko Luis Marín. Es un club de cantera cuyo equipo juvenil ha militado varias temporadas en la máxima categoría (División de Honor), y el equipo sénior durante varias temporadas en Tercera División de Fútbol Sala. En categoría cadete tiene un subcampeonato de España.